# 第二次産業
第二次産業（だいにじさんぎょう、英: secondary sector of industry）は、3セクターモデルにおける産業分類の一つ。一般的には第一次産業が採取・生産した原材料を加工して富を作り出す産業が分類される。

## 概要
コーリン・クラークによる古典的な分類によれば製造業、建設業、電気・ガス業がこれに該当する。ただし、鉱業の扱いなど、この分類は各国の産業分類と異なる場合がある。また、第三次産業は全産業から第一次・第二次産業を排除した「残余部門」の総称として定義されるため、国によっても範囲に違いがあり、日本で第三次産業に分類される電気・ガス・水道業は、中国では第二次産業に分類される。
世界的に国内総生産（GDP）と雇用における第一次産業や第二次産業の割合の低下と第三次産業の割合の上昇という「サービス経済化」という現象がみられる。

## 各国の状況
産業分類の方法（各産業の範囲）に関しては国により異なる。

### 日本
慣例として、日本標準産業分類における下記の産業を第二次産業に含めることが多い。
- 大分類C 鉱業、採石業、砂利採取業
- 大分類D 建設業
- 大分類E 製造業

出版業は、過去には製造業の一部として第二次産業に分類されていたが、2002年の分類改訂により、以降は放送業や情報サービス業と合わせて情報通信業として区分されている。

### 中国
中華人民共和国国家統計局は2003年に従来の産業分類（1985年3月19日の国務院『第三次産業統計作成に関する報告書』で用いられた分類）を廃止し、2002年に国家品質監督検験検疫総局が新しく発布した『中国標準産業分類（「国民経済行業分類」）』による分類で産業の再定義を行った。これによると第二次産業は鉱業、製造業、電力・ガス及び水の生産・供給業と建設業としている。
中華人民共和国国家統計局のデータによると、中国では1978年以降、2020年代までGDPにおける産業別構成の第二次産業の割合はほぼ一貫して40%〜50%の間にある。ただし、第三次産業の割合と比較すると、第三次産業は2012年には第二次産業を超え、2015年にはGDPの50%に達した。